# Básne napísané pred skokom z 8. poschodia
Básne napísané pred skokom z 8. poschodia (česky Básně napsané před skokem z 8. poschodí) je sbírka básní (ve slovenštině) amerického prozaika a básníka Charlese Bukowského, kterou uspořádal Daniel Hevier. Vyšla v nakladatelství Slovenský spisovateľ v roce 1989  a 2001.
Daniel Hevier v ediční poznámce a tiráži vysvětluje, že tuto sbírku sestavil z následujících anglických originálů:
- The Days Run Away Like Wild Horses Over the Hills
- Burning in Water, Drowning in Flame
- Love is a Dog from Hell
- Play the Piano Drunk / Like a Percussion Instrument / Until the Fingers Begin to Bleed a Bit
- Mockingbird Wish Me Luck
- Dangling in the Tournefortia
- War All the Time
- Charles Bukowski: Legs, Hips and Behind

Cyklus je sestaven do 4 částí:
- Niektorí ľudia sa nikdy nezbláznia – o lidech všedního života, ale i o lidech dobitých životem
- Láska je pes z pekla – miniantologie milostných básní
- Bukowski, ten spisovateľ? – básně týkající se vlastní osoby
- Ľad pre orly – méně typické texty-metafory či symbolické a kuriózní básně

Sbírka obsahuje i všelijaké úryvky z prózy, stručnou biografii autora a několik jeho citátů.

V angličtině existuje odlišná autorova sbírka s názvem Poems Written before Jumping out of an 8-Storey Window.

## Obsah
- ako sa stať veľkým spisovateľom

Niektorí ľudia sa nikdy nezbláznia: ak si myslíte, že som sa zbláznil skúste odtrhnúť kvet zo záhrady vášho súseda
- tragédia listov
- kosti môjho strýka
- KÔŠ NA ODPADKY
- iná akadémia
- smrť idiota
- budúci samovrah zatiaľ živý
- kňaz a matador
- starý džokej
- zemetrasenie
- stretol som génia
- skutečná udalosť
- používa zubnú niť
- šesť čínskych rybárov
- môj priateľ william
- portrét politického kandidáta na pouličnej tabuli
- záhada
- moji druhovia
- niektorí ľudia
- doplnok k výkladu o masách

Láska je pes z pekla: milenci sa všade vinú k sebe ako vetvičky asparágu
- dievčatá odnikiaľ
- žena z Nemecka
- vodné chrobáky
- koniec Moby Dicka
- správa dáme ktorá očakávala rupperta brooka
- báseň pre barbaru, báseň pre jane, báseň pre frances...
- jedna pre starú krivozubú
- prípad stetoskop
- sex
- už ste sa nikedy bozkávali s leopardicou?
- vták
- dusené

Bukowski, ten spisovateľ ?: bol nádherný jarní deň a vonku sme mohli počuť vtáky ktoré zatiaľ nezabil smog
- 462-0614
- belošskí básnici
- Z KATEDRY ANGLIČTINY
- imidž
- znova mŕtvy
- john dillinger a le chasseur maudit
- nechoďte ku mne, ale ak prídete...
- Vyznanie tým, čo ani nedýchajú pri pohreboch
- som tu
- listy palmy
- obavy a šialenstvo
- daždivý deň v okresnom múzeu v los angeles
- neznášam slzy
- s nóbl dámou vo veľkom kvetinovom klobúku
- Ako vrabec
- dvojčatá

Ľad pre orly: & veľké biele kone prichádzajú & olizujú mráz sna
- ľad pre orly
- drozd
- kupóny
- nočné dielo
- pes
- úlovok
- milovník kvetov
- je to zvláštne
- a mesiac a hviezdy a svet:
- štýl
- nenažranci na oblohe
- spôsob
- ak si vezmeme -
- láska & sláva & smrť
- kšeftárom s milosrdenstvom
- slnečnica
- BÁSEŇ JE MESTO
- reč k mojej poštovej schránke

- načmárané na kartón od košele počas dvojtýždňovej pitky:
- Z propagačných textov na zadných stranách Bukowského kníh
- Film o Bukowském
- Bukowski (Daniel Hevier)
- Edičná poznámka